# LFG V 13
Die LFG V 13 Strela war ein deutsches Schwimmer-Passagierflugzeug der Luftfahrzeug-Gesellschaft mbH und deren einzige Konstruktion, die nach dem Ende des Ersten Weltkriegs zusammen mit ihrer Landausführung V 130 in nennenswerter Stückzahl gebaut wurde.

## Entwicklung
Nachdem die in Stralsund angesiedelte LFG-Werft für Seeflugzeuge 1919 mit der V 1 und V 2 ihre ersten zivilen Typen für die Beförderung von Personen, die beide aus dem Umbau des Marineaufklärers FF 49c entstanden, herausgebracht hatte, entwickelte Gotthold Baatz im Jahr 1920 mit der V 13 ihr erstes rein ziviles Flugzeugmuster. Der Bau einer kleinen Serie wurde trotz des im Versailler Vertrag festgelegten und im Januar 1920 inkraftgetretenen Produktions- und Importverbots deutscher Flugzeuge durchgeführt. Bei einer Überprüfung durch die Interalliierte Luftfahrt-Überwachungs-Kommission (ILÜK) wurde im Dezember 1920 festgestellt, dass die LFG zwölf V 13 illegal hergestellt hatte. Die wiederum gab am 23. Juli 1921 den Bau von lediglich zehn Flugzeugen, zwei davon nur zur Hälfte fertiggestellt, zu. Im folgenden August kam die Reichs-Treuhandgesellschaft (RTG), die für die Beseitigung von nicht den Vertragsbestimmungen entsprechenden Flugzeuge zuständig war, zum selben Schluss wie die ILÜK. Trotz dieses Verstoßes wurde jedoch aus unbekannten Gründen keine Zerstörung der gebauten V 13 angeordnet und das Muster schlussendlich am 28. April 1922 von der ILÜK als zivil eingestuft und damit seine Nutzung erlaubt. Die zwölf V 13 inklusive zweier Exemplare ohne Motor wurden im Januar 1923 Schweden zum Kauf angeboten, das aber nur ein Flugzeug erwarb und als S–AOAA nutzte. Andere sollen nach Finnland oder Norwegen gegangen oder schon vor dem Verkauf verunfallt sein. In der Literatur wird gelegentlich von nur sechs gebauten V 13 gesprochen, aber in der teilweise rekonstruierten Luftfahrzeugrolle von 1919 bis 1934 werden allein sieben Exemplare aufgeführt, die von deutschen Betreibern eingesetzt wurden. Eine weitere mit dem Kennzeichen D–588 ist als V 13 mit Umbau zur Landversion V 130 im März 1928 angegeben, doch lässt das mit 1925 angegebene Datum der Zulassung vermuten, dass es sich bei diesem Exemplar um eine reine V 130 gehandelt hat.
Als Nachfolger erschien um 1924/1925 die mit einem Radfahrwerk ausgerüstete, aber ansonsten baugleiche V 130. Beide Typen wurden auch als Strela-See (V 13) oder Strela-Land (V 130) bezeichnet.

## Einsatz
Die erste V 13 mit der Werknummer 85 wurde um 1924 von der Aero-Sport GmbH in Warnemünde erworben und dort mit dem Kennzeichen D–160 recht erfolgreich für Rundflüge eingesetzt, unter anderem bei einem von ihr am 24. August 1924 veranstalteten Flugtag, dem ersten in der Region seit dem Ende des Krieges. Auch die Ostseebäder in Arendsee, Brunshaupten, Graal, Heiligendamm und Fischland orderten die V 13 für die bei den Badegästen sehr beliebten Rundflüge in der Saison auf einfache Art meist per Telefon an. Die Auswirkungen der Weltwirtschaftskrise zwangen im April 1929 das Unternehmen, das Flugzeug an die norwegische Norske Luftruter A/S in Oslo zu verkaufen, die es als N 31 einsetzte.
Eine weitere V 13 mit der Werknummer 91 übernahm die Deutsche Verkehrsfliegerschule (DVS) in Warnemünde und setzte sie mit dem Kennzeichen D–402 über einen langen Zeitraum zum Ablegen der B-Prüfung, zum Üben von Ziel- oder Nachtlandungen und zur Beförderung von Fracht oder Passagieren ein. Das auch als „Seekuh“ bezeichnete Flugzeug erwies sich als unverwüstlich und wurde von den Flugschülern gern geflogen. Erst im März 1932 wurde es außer Dienst gestellt.
Die LFG selbst nutzte die V 13 zur Einrichtung einiger Küstenfluglinien und beflog mit ihr die Strecken Hamburg–Stettin–Danzig und Stettin–Swinemünde–Stralsund.

## Aufbau
Die V 13 war ein verspannter, dreistieliger Doppeldecker in Holzbauweise mit rechteckigem Rumpfquerschnitt, geschlossener Passagierkabine und einer offenen Pilotenkanzel, in der ungewöhnlicherweise auch der Kraftstoffbehälter untergebracht war. Die Kabine war durch eine Tür auf der linken Seite zugänglich. Die oberen und unteren Tragflächen mit zwei Holmen bestanden aus einem stoffbespannten Holzgerüst, waren durch I-Stiele miteinander verbunden und mit Spanndrähten ausgekreuzt. Beide verfügten über durch Stoßstangen verbundene Querruder. Der untere Flügel war an der Unterkante des Rumpfes angeschlossen; der Oberflügel war durch einen Spannturm mit dem Rumpf verbunden. Das Leitwerk war in Normalbauweise ausgeführt, besaß ein geteiltes Höhen- und ein weit unter das Heck gezogenes Seitenruder. Beide waren mit Stoff bespannte Duraluminiumkonstruktionen, Höhen- und Seitenflosse bestanden aus Holz und Stoff. Die Schwimmer besaßen eine Stufe und flache Oberseite.

## Technische Daten
| Kenngröße             | Daten (mit Bz IIIa)                           | Daten (mit Bz IV)                             |
| --------------------- | --------------------------------------------- | --------------------------------------------- |
| Besatzung             | 1                                             | 1                                             |
| Passagiere            | 4                                             | 4                                             |
| Spannweite            | 17,50 m                                       | 17,50 m                                       |
| Länge                 | 10,90 m                                       | 10,90 m                                       |
| Höhe                  | 3,88 m                                        | 3,88 m                                        |
| Flügelfläche          | 70,00 m²                                      | 70,00 m²                                      |
| Flächenbelastung      | 30,29 kg/m²                                   | 30,4 kg/m²                                    |
| Leistungsbelastung    | 11,50 kg/PS (15,59 kg/kW)                     | 10,6 kg/PS                                    |
| Flächenleistung       | 2,64 m²/PS (1,94 kW/m²)                       |                                               |
| Rüstmasse             | 1460 kg                                       | 1460 kg                                       |
| Nutzlast              | 335 kg                                        | 280 kg                                        |
| Zuladung              | 660 kg                                        | 700 kg                                        |
| Startmasse            | 2120 kg                                       | 2160 kg                                       |
| Antrieb               | ein wassergekühlter Sechszylinder-Reihenmotor | ein wassergekühlter Sechszylinder-Reihenmotor |
| Typ                   | Benz Bz IIIa                                  | Benz Bz IV                                    |
| Nennleistung          | 185 PS (136 kW) bei 1400/min                  | 200 PS (147 kW) bei 1300/min                  |
| Höchstgeschwindigkeit | 135 km/h in Bodennähe                         | 140 km/h in Bodennähe                         |
| Reisegeschwindigkeit  | 120 km/h in Bodennähe                         |                                               |
| Landegeschwindigkeit  | 80 km/h                                       | 60 km/h                                       |
| Steiggeschwindigkeit  | 1,70 m/s                                      |                                               |
| Dienstgipfelhöhe      | 3500 m                                        | 4000 m                                        |
| Reichweite            | maximal 720 km                                | maximal 770 km                                |
| Flugdauer             | maximal 6 h                                   |                                               |